# Francisco Javier Martínez Fernández
Francisco Javier Martínez Fernández (Madrid, 20 de diciembre de 1947) es un sacerdote católico español. Fue arzobispo de Granada hasta el 1 de febrero de 2023, fecha en que fue sustituido en el cargo por José María Gil Tamayo, pasando a ser arzobispo emérito de Granada.

## Biografía

### Primeros años y formación
Francisco Javier nació el 20 de diciembre de 1947, en Madrid, capital de España. 
Cursó estudios eclesiásticos en el Seminario diocesano de Madrid-Alcalá. 
Está licenciado en Teología Bíblica por la Universidad Pontificia de Comillas, fue alumno de "L'École Biblique" de Jerusalén, es master of arts por la Universidad Católica de América (Washington), donde en 1985 obtuvo el doctorado en Filosofía y Lenguas Semíticas.

### Sacerdote
Fue ordenado sacerdote el 3 de abril de 1972. 
Entre 1972 y 1975 fue párroco de Casarrubuelos (Madrid), entre 1976 y 1978, profesor en el Seminario Diocesano de Toledo, entre 1981 y 1983, profesor ayudante en la Universidad Católica de América y entre 1984 y 1985, profesor en el Instituto Teológico de Madrid.

### Episcopado
Con tan solo 37 años de edad, fue nombrado obispo titular Voli y de auxiliar de Madrid el 20 de marzo de 1985, recibiendo la ordenación episcopal el 11 de mayo de ese mismo año. 
El 15 de marzo de 1996 fue nombrado obispo de Córdoba, de la que tomó posesión el 18 de mayo siguiente.
Fue nombrado arzobispo de Granada el 15 de marzo de 2003, tomando posesión de la sede el 1 de junio siguiente.
El 1 de febrero de 2023 fue aceptada su renuncia reglamentaria al arzobispado de Granada al cumplir los setenta y cinco años de edad y fue sustituido por José María Gil Tamayo, arzobispo coadjutor de la diócesis nombrado cuatro meses antes.

## Posiciones

### Aborto
Francisco Javier Martínez saltó a las noticias por una homilía realizada el 20 de diciembre de 2009, el IV domingo de Adviento. En la homilía se posicionaba contra el aborto, que compara con un «genocidio silencioso», afirmando que la nueva ley del aborto coloca a los médicos en una posición similar a los oficiales de los campos de concentración nazis. Un pasaje de la homilía fue ampliamente interpretado como que el arzobispo creía adecuada la violación de mujeres que han abortado:

Eso le da a los varones la licencia absoluta, sin límites, de abusar del cuerpo de la mujer, porque la tragedia se la traga ella, y se la traga como si fuera un derecho: el derecho a vivir toda la vida apesadumbrada por un crimen que siempre deja huellas en la conciencia y para el que ni los médicos ni los psiquiatras ni todas las técnicas conocen el remedio.
Francisco Javier Martínez Fernández, arzobispo de Granada

La página web de los obispos del sur de España, ODISUR, trató de aclarar la frase, afirmando que "El arzobispo se refería a que si la madre es capaz de matar a su propio hijo, el varón tiene entonces autoridad absoluta para hacer lo que quiera con ella y con su cuerpo". El arzobispo mismo cree que sus palabras han sido malinterpretadas, y en un comunicado posterior afirma no haber querido ofender «a los fieles y personas de buena voluntad», aclarando que sus palabras querían decir que «en la misma medida en que [el aborto] facilita la eliminación del niño engendrado y no nacido, facilita también la irresponsabilidad de hombre y mujer en sus relaciones, y —por extensión— los abusos a la mujer», mostrando además el «más profundo rechazo y total oposición a cualquier tipo de malos tratos y de violencia física, verbal o psicológica, contra las mujeres y contra cualquier ser humano».

### Leyes de transexualidad y eutanasia
Durante la Eucaristía celebrada el 4 de julio de 2021 en la catedral de Granada, el arzobispo afirmó que la ley de la eutanasia y la ley trans —recientemente aprobadas por el Parlamento español— son «inicuas, en cierto sentido criminales», y suponen «una ofensa a la razón humana». Martínez indicó a sus fieles que «estamos en el camino hacia una tercera dictadura, de un modo o de otro, porque se imponen leyes que van contra el bien común». También criticó que, según él, la ley trans «convierte el sentimiento en categoría jurídica» para, a continuación, equiparar dicha actitud con el «sentimiento de superioridad de la raza aria» que condujo a la legislación del nazismo «en los años 30 y 40 del siglo pasado» y que «dio lugar a millones de muertos». Respecto a la transexualidad, recalcó: «la realidad es la realidad (...) no se puede cambiar. Quien ha nacido hombre será siempre hombre; quien ha nacido mujer será siempre mujer. Le pongan las hormonas que le pongan, le hagan las operaciones que le hagan».